# آلپای اوزالان
آلپای اوزالان (انگلیسی: Alpay Özalan؛ زادهٔ ۲۹ مهٔ ۱۹۷۳) یک بازیکن فوتبال اهل ترکیه است.
وی همچنین در تیم ملی فوتبال ترکیه بازی کرده‌است.